# 韦苇 (作家)
韦苇（1934年—），中国翻译家、诗人和儿童文学研究专家。

## 生平
1934年出生于浙江省东阳市。1958年毕业于上海外国语大学俄罗斯语言文学系翻译专业。毕业后曾任云南师范大学、浙江师范大学教授及研究生导师。国际儿童文学研究会会员，浙江鲁迅研究学会、全国儿童文学研究会理事，义务教育语文教材编写指导委员会委员。1987年加入中国作家协会。1994年获台湾海峡两岸儿童文学研究会颁发的杨唤儿童文学奖中的“特殊贡献奖”，2001年《世界经典童话全集》获全国优秀少儿图书一等奖和国家优秀图书提名奖。

## 著作
出版书籍
- 韋葦. . 福建教育出版社. 2002年. ISBN 9787533434908 （中文）.
- 韋葦. . 清华大学出版社. 2013年8月  [2019-04-03]. ISBN 9787302326632. （原始内容存档于2019-11-28） （中文）.
- 韋葦. . 安徽教育出版社. 2015年  [2019-04-03]. ISBN 9787533677398. （原始内容存档于2019-11-29） （中文）.

翻译作品
- 柳德米拉·勃拉乌苔. 由韦苇翻译. . 浙江师范大学学报(社会科学版). 1990年, (4): 103-107. ISSN 1001-5035 （中文）.